# Burn This
Burn This è un'opera teatrale del drammaturgo Premio Pulitzer Lanford Wilson, portata al debutto a New York nel 1987.

## Trama
Gli ospiti si riuniscono dopo il funerale di Robbie, un giovane ballerino gay annegato con il compagno Dom durante una gita in barca. Gli invitati includono i coinquilini di Robbie, come la sua partner di danza e coreografa, la ballerina Anna, e Larry, un altro giovane omosessuale. A loro si uniscono Burton, il fidanzato di Anna, e Pale, il fratello cocainomane di Robbie. Accomunati dal lutto, il quartetto riconsidera le proprie identità e relazioni; in particolare Anna impara a essere più indipendente e fiduciosa in sé stessa, decide di proseguire con la sua passione per la coreografia e lascia Burton per Pale.

## Produzioni
La Circle Repertory Company commissionò la pièce a Lanford Wilson nel 1986, e l'opera debuttò poi nel circuito Off-Broadway newyorchese, al Theatre 890, il 19 febbraio 1987; Marshall W. Mason curava la regia, mentre il cast includeva Jonathan Hogan, Joan Allen, John Malkovich e Lou Liberatore. La produzione andò successivamente in scena al Mark Taper Forum di Los Angeles, prima di debuttare al Plymouth Theatre di Broadway. Qui rimase in scena per 437 repliche e sette anteprime tra il 14 ottobre 1987 e il 29 ottobre 1988; Mason tornò a curare la regia, e il cast originale riprese i rispettivi ruoli, mentre nel corso delle repliche nuovi attori si unirono alla compagnia, tra cui Scott Glenn, Lonny Price ed Eric Roberts.
Nel 1990 la pièce debuttò in Australia, al Wharf Theatre di Sydney, con Richard Roxburgh. Nello stesso anno, dal 7 novembre Burn This andò in scena al Lyric Theatre del West End londinese; Robert Allan Ackerman curava la regia, con Malkovich e Liberatore a riprendere i propri ruoli, questa volta insieme a Juliet Stevenson e Michael Simkins. Nel 2002 James Houghton ha diretto un revival del dramma all'Union Square Theatre dell'Off-Broadway, in una produzione del Signature Theatre Company; l'opera rimase in scena dal 27 agosto al 29 dicembre, con un cast comprendente Edward Norton, Catherine Keener, Ty Burrell e Dallas Roberts.
Nel 2017 un nuovo allestimento di Burn This avrebbe dovuto tornare a Broadway con Jake Gyllenhaal, ma la produzione fu posticipata per impegni dell'attore. Michael Mayer ha diretto un nuovo revival all'Hudson Theatre di Broadway dal 15 marzo 2019, con Adam Driver nel ruolo di Pale, Keri Russell in quello di Anna, David Furr nella parte di Burton e Brandon Uranowitz nei panni di Larry.